# Гайри, Том
Томас Джон «Том» Гайри (англ. Thomas John «Tom» Guiry; род. 12 октября 1981 года, Трентон, Нью-Джерси, США) — американский киноактёр.

## Биография
Гайри родился в городе Трентон штат Нью-Джерси. C детского сада до восьмого класса, учился в школе Григория Великого в поселке Гамильтон, а затем в среднюю школу Нотр-Дам в Лоренсвилле.
В 1989 году, он снялся в роли капитана баскетбольной команды, в эпизоде под названием Loosiers (первоначальный эфир 28 февраля).
Первым фильмом в карьере Гайри считается «Площадка», тогда в возрасте 12 лет он сыграл роль Скотта Смолса. Самыми успешными ролями в его карьере можно считать в фильмах — «Лесси», «Ю-571», «Страна тигров», «Чёрный ястреб», «Таинственная река» и «Братья Доннелли».

## Личная жизнь
Женат, имеет троих детей.

### Проблемы с законом
В августе 2013 года, Том Гайри был арестован полицейскими в Хьюстонском аэропорту имени Джорджа Буша штата Техас. Причиной этого инцидента было сильное алкогольное опьянение Гайри, и после заявления полицейского о том что он не сможет сесть на рейс, Гайри якобы ударил головой одного из полицейских в грудь. Это произошло всего через месяц после 20-летнего юбилея фильма «Площадка» в штате Юта, где он был первоначально снят, хотя Гайри не смог присутствовать на воссоединение актёров и работников.

## Фильмография
| Год         |   | Русское название                  | Оригинальное название           | Роль                               |
| ----------- | - | --------------------------------- | ------------------------------- | ---------------------------------- |
| 1990 - 2010 | ф | Закон и порядок                   | Law & Order                     | Кевин Стэнтон                      |
| 1993        | ф | Площадка (фильм)                  | The Sandlot: Scotty's Summer    | Скотт "Скотти" Смолс               |
| 1994        | ф | Место для любви                   | A Place to Be Loved             | Грегори Кингсли                    |
| 1994        | ф | Лесси                             | Lassie                          | Мэттью Тёрнер                      |
| 1995        | ф | Четыре бриллианта                 | The Four Diamonds               | Кристофер Миллард                  |
| 1996        | ф | Последний побег домой             | The Last Home Run               | Джонатан Лайл                      |
| 1998        | ф | Заговор проказниц                 | Strike!                         | Брэдли "Фрости" Фрост              |
| 1999        | ф | Погоня с Дьяволом                 | Ride with the Devil             | Райли Кроуфорд                     |
| 2000        | ф | Ю-571                             | U-571                           | матрос Тед "Триггер" Фицджеральд   |
| 2000        | ф | Страна тигров                     | Tigerland                       | рядовой Кантвелл                   |
| 2001        | ф | Скотланд, Пенсильвания            | Scotland, PA                    | Малкольм Дункан                    |
| 2001        | ф | Чёрный ястреб                     | Black Hawk Down                 | штаб-сержант Эд Юрек               |
| 2002 - 2012 | ф | C.S.I.: Место преступления Майами | CSI: Miami                      | Дуг Бенсон                         |
| 2003        | ф | Маменькин сынок                   | The Mudge Boy                   | Перри Фоли                         |
| 2003        | ф | Таинственная река                 | Mystic River                    | Брендон Харрис                     |
| 2005        | ф | Freeвольная жизнь                 | Strangers with Candy            | Джон                               |
| 2006        | ф | Парни из Бристоля                 | Bristol Boys                    | Майкл "Маленький человек" Маккарти |
| 2006        | ф | Стальной город                    | Steel City                      | PJ Ли                              |
| 2007        | ф | Чёрный ирландец                   | Black Irish (film)              | Терри Маккей                       |
| 2007        | ф | Братья Доннелли                   | The Black Donnellys             | Джеймс «Джимми» Доннелли           |
| 2008        | ф | Йонкерс Джо                       | Yonkers Joe                     | Джо-младший                        |
| 2009        | ф | Короли (сериал, 2009)             | Kings                           | Итан Шепард                        |
| 2010        | ф | Совместное тела                   | Joint Body                      | Дэнни Уилсон                       |
| 2011        | ф | Помнить всё                       | Unforgettable                   | Кен Норбурт                        |
| 2012        | ф | Рождество Фитцджеральдов          | The Fitzgerald Family Christmas | Сирил                              |
| 2012-       | ф | Элементарно                       | Elementary                      | Брент Гарви                        |
| 2013        | ф | Отбраковка кур                    | Culling Hens                    | Уильям                             |
| 2015        | ф | Маджонг и Запад                   | Mahjong and the West            | Стюарт                             |